# Swammerdamella
Swammerdamella är ett släkte av tvåvingar. Swammerdamella ingår i familjen dyngmyggor.

## Dottertaxa tillSwammerdamella, i alfabetisk ordning[1]
- Swammerdamella acuta
- Swammerdamella adercotris
- Swammerdamella aethiopica
- Swammerdamella albimana
- Swammerdamella approximata
- Swammerdamella araia
- Swammerdamella arthmia
- Swammerdamella bispinosa
- Swammerdamella brevicornis
- Swammerdamella chillcotti
- Swammerdamella confusa
- Swammerdamella crenata
- Swammerdamella furcata
- Swammerdamella genypodis
- Swammerdamella glochis
- Swammerdamella grogani
- Swammerdamella lachrymosa
- Swammerdamella magnifica
- Swammerdamella marginata
- Swammerdamella mojingae
- Swammerdamella nevadensis
- Swammerdamella obtusa
- Swammerdamella pediculata
- Swammerdamella pusilla
- Swammerdamella pygmaea
- Swammerdamella reducta
- Swammerdamella richmondensis
- Swammerdamella rutosa
- Swammerdamella sagittata
- Swammerdamella sessionis
- Swammerdamella stenotis
- Swammerdamella therisa